# Policja Państwowa w służbie ochrony granicy
Policja Państwowa w służbie ochrony granicy – działania Policji Państwowej/Policji Granicznej)  w służbie ochrony granicy II Rzeczypospolitej.

## Formowanie i zmiany organizacyjne
W 1923 roku rozwiązano Straż Graniczną ochraniającą granicę wschodnią i północno-wschodnią. Przyczyną rozwiązania korpusu Straży Granicznej była konieczność ustawowego zwolnienia do rezerwy żołnierzy roczników 1900 i 1901. Demobilizacji podlegało 17 000 żołnierzy i podoficerów. W szeregach formacji pozostawało około 4000 żołnierzy.
Utworzono nową formację graniczą. Były to oddziały Policji Państwowej przeznaczone do ochrony granicy wschodniej. Jej powstanie było motywowane przez Radę Ministrów koniecznością ściślejszego powiązania organizacji ochrony granic z bezpieczeństwem publicznym oraz sformowaniem, pod względem organizacyjnym, jednolitego korpusu.
W postanowieniu Rady Ministrów zapisano:

Z dniem 1 lipca br. przystępuje się do likwidacji utworzonych na podstawie uchwały Rady Ministrów z dnia 3 września 1921 r. i 22 maja Baonów Celnych Straży Granicznej na granicy wschodniej [...]. Ostateczny termin likwidacji Baonów Celnych oraz sposób pełnionej przez nie służby w toku likwidacji ustali Ministerstwo Spraw Wewnętrznych [...]. Ochronę granicy przejmie z dniem 1 lipca br. Policja Państwowa, której etat osobowy uwzględniony będziew  kredytów preliminowanych na Straż Graniczną. Policja Państwowa strzec będzie granicy przy współudziale Żandarmerii Wojskowej [...]. Z chwilą wejścia w życie niniejszej uchwały kredyty preliminowane na rok 1923 na utrzymanie Straży Granicznej przekazuje się do dyspozycji Komendanta Głównego Policji Państwowej. Cały inwentarz będący w posiadaniu Straży Granicznej wraz z uzbrojeniem i środkami technicznymi przejmie Policja Państwowa.

Koncepcja przewidywała, że  każdego kilometra granicy strzec miało 7 policjantów pieszych i 2 konnych, na każde 10 km granicy przypadać miał jeden oficer. Potrzeby wynosiły zatem około  20 000 policjantów, w tym 500 oficerów. Policjantów rekrutowano drogą ochotniczego zaciągu, w tym także spośród odchodzących do cywila żołnierzy Straży Granicznej. kandydaci spełniać mieli następujące wymagania: obywatelstwo polski, dobra opinia i dobre zdrowie, umiejętność władania językiem polskim w mowie i piśmie oraz znajomość podstawowych rachunków. Wiek kandydata to 23–45 lat. Od kandydatów na oficerów wymagano posiadanie wykształcenia średniego.
Korpus Straży Granicznej likwidowano etapami w miarę postępu organizacji sił policyjnych. Najdłużej utrzymano Straż Graniczną na granicy z Litwą. Dopiero w październiku 1923 roku Policja Państwowa przejęła ten odcinek granicy kończąc tym samym obsadzanie granicy wschodniej i północno-wschodniej.

## Służba graniczna
Ostatecznie z dniem 1 listopada 1923 cała granica wschodnia została przejęta przez policjantów.
Początkowo funkcjonariusze policji mieszkali w zimnych i wilgotnych ziemiankach. Brak było brak umundurowania, łączności i formacji konnych. Funkcjonariusze uzbrojeni zostali w starą broń do której brakowało amunicji. Policja Graniczna liczyła około 200 wyższych i 9 654 niższych funkcjonariuszy. Na przestrzeni około 2000 km granicy zorganizowano 97 kompanii granicznych i 594 posterunki. W ciągu 1924 roku wybudowano 156 strażnic.
Wydarzenia
- W lipcu 1923 roku policjanci z 31. i 32 kompanii granicznej powiatu wileńskiego zorganizowali bandę rabunkową. Głównymi organizatorami byli: komendant posterunku w Zaciszu przodownik Piotr Kania oraz aspirant Marian Kotarbiński z 32 kompanii. Wykrycie działalności zawdzięczano jednemu z posterunkowych, który pozornie zgłosił akces do grupy, a następnie zawiadomił o wszystkim komendę powiatową. Według planu przygotowanego przez podkomisarza Witolda Lichodziejewskiego posterunkowy pozostał w organizacji i informował o jej planach. Wykorzystując metodę prowokacji, aresztowano przodownika Kanię. Sąd doraźny w Wilejce wydał wyrok skazujący aspiranta Kotarbińskiego na 15 lat, przodownika Kanię na 12 lat, a posterunkowych Strychackiego, Kajana, Jaskulskiego, Felejniczakowskiego, Michniewskiego na 8 lat ciężkiego więzienia z pozbawieniem praw stanu[8].
- 9 kwietnia wieczorem żołnierz sowiecki wystrzelił z karabinu cztery razy w kierunku posterunkowych Antoniego Andruszewskiego i Jana Zwierzyńskiego z posterunku granicznego w Trybuchowcach. Strzały były niecelne[9].
- 21 czerwca na odcinku granicznym Lenin w powiecie łuninieckim schwytani zostali przez żołnierzy sowieckich pod zarzutem nielegalnego przekroczenia granicy dwaj policjanci Adam Abramowicz i Bronisław Rutko. Zostali oni skazani przez sąd w Mińsku na 5 lat więzienia[9].
- W nocy z 18 na 19 lipca oddział liczący około 30 osób napadł na Wiszniew. Ścigany przez policję, wycofał się za granicę[9].
- 30 lipca posterunkowy Józef Góra pełniący służbę na granicy, został porwany przez sześciu konnych i trzech pieszych żołnierzy sowieckich, którzy przekroczyli granicę polską[9].
- 3 sierpnia o godzinie 1.00 w nocy na powiatowe miasto Stołpce napadł oddział składający się z około 60 osób, uzbrojonych między innymi w granaty ręczne i karabiny maszynowe. Po przekroczeniu granicy dywersanci poprzecinali połączenia telefoniczne i telegraficzne, obstawili miasto patrolami i rozpoczęli rabunek. Zaatakowali też starostwo, komendę powiatową i posterunek PP, urząd pocztowy, urząd skarbowy, areszt miejski i niektóre mieszkania prywatne. Stacja, poczta i komenda zostały zdemolowane i ograbione, areszt miejski został otwarty, a więźniowie wypuszczeni[9].

## Struktura organizacyjna
Komendzie Głównej podlegały komendy okręgowe policji przy urzędach wojewódzkich w Wilnie, Białymstoku, Nowogródku, Brześciu, Łucku i Tarnopolu. Komendom Okręgowym (wojewódzkim) podlegały z kolei nadgraniczne komendy powiatowe policji, którym przydzielono od dwóch do dziesięciu kompanii policji. Każda kompania wystawiała od ośmiu do dwunastu posterunków, a te z kolei wysyłały na granicę odpowiednie elementy służby granicznej takie jak posterunki stałe, patrole, zasadzki, obserwacje.
Na granicy wschodniej utworzone zostały cztery (?) okręgi odpowiadające województwom:
- Okręg XV Policji Państwowej na terenie województwa nowogródzkiego
- Okręg XIV Policji Państwowej na terenie województwa poleskiego
- Okręg XIII Policji Państwowej na terenie województwa wołyńskiego[b].
- Okręg XV Policji Państwowej na terenie województwa tarnopolskiego

W listopadzie 1923 roku Policja Państwowa przejęła ochronę granicy na odcinku województwa wileńskiego.
Zdaniem Razyhrayeva pod względem organizacyjnym granica wschodnia została podzielona na sześć (?) odcinków odpowiadających poszczególnym województwom oraz na pododcinki odpowiadające powiatom. Oddziały pełniące służbę na granicy
państwowej podzielono na 85 kompanii granicznych, które obejmowały odpowiednie posterunki.